# Roast
Roast (eller grillning) er en slags hyldesttale til en person, hvor man gør nar ad vedkommende på en sjov måde, der er kærligt ment. Det kaldes at roaste eller grille den pågældende.
En roast kan indeholde både grove fornærmelser og hyldest.
Roast stammer fra USA og forekommer fortrinsvist der. I Danmark har TV3 vist et roast-program kaldet "Grillet" med blandt andet stand-up-komikeren Jan Gintberg.
| Humor | Spire Denne artikel om humor og underholdning er en spire som bør udbygges. Du er velkommen til at hjælpe Wikipedia ved at udvide den. |